# Thennala
Thennala  es una ciudad censal situada en el distrito de Malappuram en el estado de Kerala (India). Su población es de 56546 habitantes (2011). Se encuentra a 18 km de Malappuram y a 37 km de Kozhikode.

## Demografía
Según el censo de 2011 la población de Thennala era de 56546 habitantes, de los cuales 26715 eran hombres y 29831 eran mujeres. Thennala tiene una tasa media de alfabetización del 93,79%, inferior a la media estatal del 94%. la alfabetización masculina es del 96,31%, y la alfabetización femenina del 91,59%.